# Железничка станица Словац
Железничка станица Словац је једна од железничких станица на прузи Београд—Бар. Налази се насељу Словац у општини Лајковац. Пруга се наставља у једном смеру ка Дивцима и у другом према Лајковцу. Железничка станица Словац састоји се из 3 колосека.

## Повезивање линија
- Пруга Београд—Бар